# Edward Smith
Edward John Smith Jr. (Hanley, 27 gennaio 1850 – Oceano Atlantico, 15 aprile 1912) è stato un comandante marittimo britannico. Smith è passato alla storia per essere stato il comandante della nave RMS Titanic nel suo drammatico viaggio inaugurale. Smith si sacrificò quando la nave colò a picco la notte tra il 14 e il 15 aprile 1912 e, per lo stoicismo e la forza d'animo dimostrati di fronte a tale avversità, divenne un'icona dello stiff upper lip, un atteggiamento di autocontrollo tradizionalmente attribuito al popolo britannico.

## Biografia

### Vita personale
Nacque il 27 gennaio 1850 a Well Street, ad Hanley, da Edward John Smith Sr. (di professione vasaio, 1804-1864) e Catherine Hancock (nata Marsh, 1808-1893), i quali si erano sposati il 2 agosto 1841 a Shelton, oggi un quartiere di Stoke-on-Trent, nello Staffordshire, ed erano proprietari di un negozio.
Smith frequentò l'Etruria British School fino all'età di 13 anni, quando si trasferì a Liverpool per cominciare ad apprendere il mestiere di marinaio presso la Gibson & Co. Il 12 luglio 1887 sposò Sara Eleanor Pennington; due anni più tardi ebbero una figlia, Helen Melville Smith. La famiglia visse in un'imponente casa in mattoni rossi, chiamata "Woodhead", su Winn Road Portswood, Southampton. Secondo sua figlia, Smith amava i sigari, al punto tale da non volere nessuno nel suo studio mentre fumava.

### Carriera come ufficiale
Smith si unì alla White Star Line nel marzo 1880, ottenendo un imbarco come quarto ufficiale del P/S Celtic. Cominciò a servire a bordo delle navi di linea delle società australiane e di New York. Nel 1887 ricevette dalla White Star il suo primo incarico di comando, sulla P/S Republic. Nel 1888, Smith raggiunse il grado di primo tenente di vascello della riserva navale (Royal Naval Reserve). Con questo grado, in caso di guerra, Smith avrebbe potuto essere chiamato ad operare su navi mercantili militarizzate come unità della riserva navale, sottostando ad eventuali disposizioni della Royal Navy.

### L'ascesa

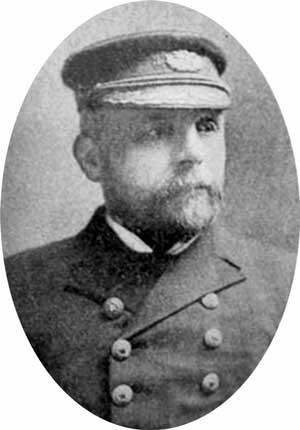
Edward Smith nel 1895.

Dal 1895 Smith assunse il comando della P/S Majestic e lo mantenne per nove anni. All'inizio della seconda guerra boera fu chiamato al comando di una nave per il trasporto truppe fino alla Colonia del Capo. Vennero compiuti due viaggi verso l'Africa meridionale, entrambi senza incidenti; re Edoardo VII del Regno Unito premiò Smith con una medaglia nel 1903. In seguitò a ciò, la reputazione di Smith crebbe notevolmente.
Quasi per routine, a Smith iniziarono ad essere affidate le più grandi, nuove e lussuose navi dell'epoca. Nel 1904 gli fu dato il comando di una delle più grandi navi nel mondo, la RMS Baltic; tre anni più tardi passò sulla RMS Adriatic. I viaggi inaugurali di entrambe le navi si conclusero senza problemi. Sempre nel 1907 divenne commodoro della White Star Line. Venne soprannominato "Il comandante dei milionari", in quanto si ritrovava regolarmente a lavorare sulle navi su cui si imbarcavano i più ricchi aristocratici inglesi, i quali spesso richiedevano esplicitamente di poter viaggiare sotto il comando di Smith.

### Al comando dell'Olympic
Considerato ormai uno dei capitani più esperti al mondo, fu chiamato per prendere il comando del RMS Olympic, la nuova nave più grande e lussuosa al mondo. Il viaggio inaugurale iniziò da Southampton il 14 giugno 1911 e si concluse con successo a New York dopo soltanto poco meno di sei giorni, anche se non fu del tutto indenne da problemi, in quanto la nave rischiò di far affondare un rimorchiatore manovrando nel porto statunitense.

### L'incidente dell'incrociatore HMSHawke

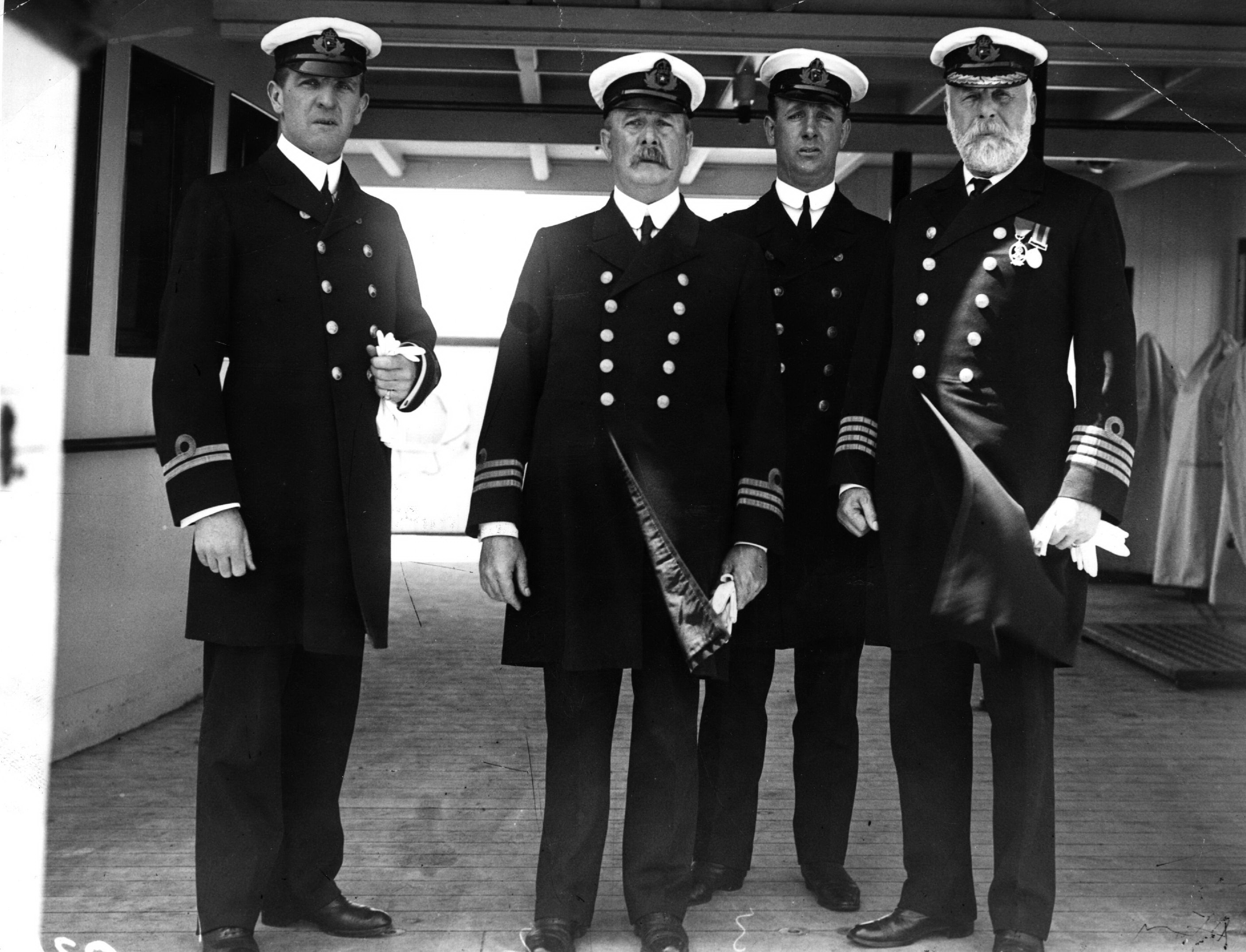
Da sinistra, il primo ufficiale Murdoch, il direttore Joseph Evans, il quarto ufficiale David Alexander e il capitano Smith sull'Olympic.

Il 20 settembre 1911 Smith ebbe la sua prima disavventura: l'Olympic, partito da Southampton in forte ritardo, si scontrò nelle acque del Solent con una nave da guerra britannica del 1891, l'HMS Hawke. La collisione provocò l'allagamento di due compartimenti stagni dell'Olympic e la totale distruzione della prua dell'Hawke, ma nonostante ciò il transatlantico riuscì comunque a tornare in porto. La Royal Navy imputò l'incidente all'Olympic, dichiarando che la sua massa imponente aveva generato un risucchio che aveva trascinato contro la sua fiancata l'Hawke. Smith era in plancia al momento dell'incidente.
Il caso dell'HMS Hawke fu un disastro finanziario per la White Star e il lungo fuori servizio dell'Olympic peggiorò le cose. La nave tornò ai bacini di carenaggio di Belfast e, per velocizzare i tempi, venne ritardato il completamento del piroscafo gemello dell'Olympic, il RMS Titanic, i cui collegamenti tra le eliche e i motori vennero usati per l'Olympic.
Tornato in mare nel febbraio del 1912, l'Olympic perse una pala dell'elica, quindi fece ancora una volta ritorno in cantiere per essere riparato. Per farlo tornare in servizio al più presto, venne nuovamente ritardato il completamento del Titanic, il cui viaggio inaugurale fu posticipato dal 20 marzo al 10 aprile.

### SulTitanic

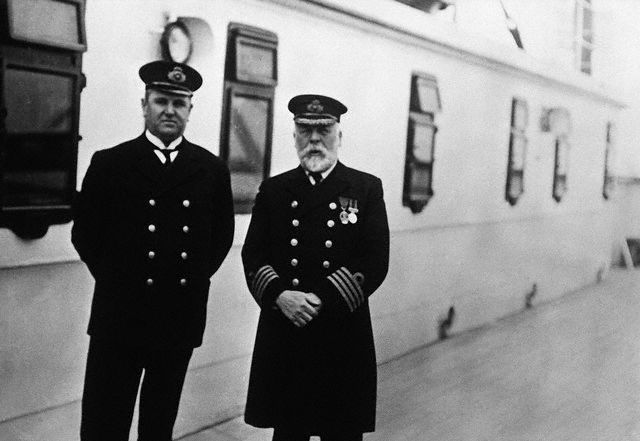
Smith, a destra, a bordo del Titanic insieme al commissario di bordo McElroy, 1912.

L'illustre comandante della White Star venne quindi assegnato al Titanic, che aveva strappato all'Olympic il titolo di più grande oggetto semovente del mondo. Alcuni quotidiani dell'epoca sostenevano che Smith volesse ritirarsi proprio alla fine di questo viaggio; altri sostenevano che volesse continuare a tenere il comando del transatlantico finché la compagnia non ne avesse messo in servizio uno ancora più ampio e lussuoso, sul quale trasferirlo. In una sua celebre dichiarazione aveva affermato di "non riuscire ad immaginare alcuna condizione per la quale questi nuovi transatlantici potrebbero naufragare" e che "la tecnica navale era andata ben oltre".
Per il viaggio inaugurale del Titanic, Smith fece nominare come comandante in seconda Henry Tingle Wilde, che aveva già lavorato con lui sull'Olympic, facendolo subentrare a William McMaster Murdoch, il quale venne degradato al ruolo di primo ufficiale di coperta; a seguito di ciò Charles Lightoller, che avrebbe dovuto essere il primo ufficiale, diventò il secondo, mentre il secondo ufficiale previsto in origine, David Blair, fu trasferito su un'altra nave.
Il comandante diede ordine di salpare alle ore 12:06 del 10 aprile 1912 da Southampton per il viaggio inaugurale della nave, con destinazione Cherbourg, in Francia, per poi puntare verso Queenstown (Irlanda) e quindi New York. Molto similmente al caso dell'Olympic con la Hawke, il Titanic, durante la partenza, rischiò la collisione con la nave New York, che si staccò dagli ormeggi a causa dei gorghi causati dal movimento delle eliche e della massa d'acqua spostata dal gigantesco scafo e si avvicinò pericolosamente al transatlantico. Una pronta reazione di Smith, che ordinò di fermare le macchine, evitò il peggio.
Durante la mattinata di domenica 14 aprile, Smith effettuò la regolare ispezione scortato dal suo secondo Wilde, dal commissario di bordo Hugh McElroy e dal direttore di macchina Joseph Bell. Presiedette poi la funzione religiosa nella sala da pranzo di prima classe (che per l'occasione era stata aperta anche ai passeggeri di seconda e di terza classe), ma annullò l'esercitazione con le lance di salvataggio che la White Star effettuava tradizionalmente ogni domenica. Intorno alle 13:30 Smith incontrò l'amministratore della Compagnia Bruce Ismay per discutere con lui dell'assetto di navigazione e di un marconigramma ricevuto dal piroscafo Baltic, che informava della presenza di ghiaccio a circa 400 km a ovest. Fu quindi effettuato un leggero cambiamento di rotta verso sud, scegliendo però di mantenere la stessa alta velocità; non è mai stato chiarito di chi fu la responsabilità di tale sciagurata decisione.
Quella sera Smith cenò nel ristorante su invito della famiglia Widener (e non nella sala da pranzo), dove si trattenne fino alle 21:00. La cena fu festosa, considerando che la soddisfazione per il viaggio da parte dei passeggeri era totale. I superstiti dissero che ogni tanto si sentivano "la sua voce piana e la sua risata dal timbro grave".
Alle 21:00 Smith si spostò in plancia, dove si intrattenne con il secondo ufficiale Lightoller, di turno in quel momento, parlando di come il cielo fosse assolutamente sereno, la temperatura insolitamente bassa ed il mare pressoché immobile (rendendo quindi impossibile avvistare eventuali iceberg grazie allo scroscio delle onde alla loro base), per poi ritirarsi in cabina dando l'ordine di mantenere rotta e velocità e di rallentare in caso di foschia. Alle 22:00 Lightoller venne sostituito al posto di guardia dal primo ufficiale Murdoch.
Alle 23:40 le vedette Frederick Fleet e Reginald Lee segnalarono improvvisamente la presenza di un iceberg proprio di fronte al transatlantico, a poche centinaia di metri; l'equipaggio reagì prontamente tentando una manovra evasiva, ma la fiancata dello scafo strisciò comunque contro il ghiaccio venendo squarciata. Smith rientrò immediatamente in servizio e nelle successive due ore e mezza si prodigò nelle operazioni di salvataggio, assegnando le varie operazioni a ciascun ufficiale. Si recò personalmente presso i locali caldaie e si rese subito conto dell'entità del danno. Fece quindi scandagliare la nave dal maestro d'ascia e dal capo costruttore Thomas Andrews, i quali gli comunicarono che essa sarebbe affondata nell'arco di non più di tre ore, quindi si recò due volte in sala radio chiedendo ai marconisti Jack Phillips e Harold Bride di inviare la richiesta di soccorso. Tornò poi dopo poco per informarli che la sala macchine era allagata e che le dinamo non avrebbero funzionato ancora per molto. Ordinò anche al 4º ufficiale Joseph Boxhall di segnalare con il segnalatore luminoso un messaggio in codice morse in direzione di una nave sconosciuta le cui luci si intravedevano a circa 10 miglia di distanza, ma senza alcun risultato. In seguito si scoprirà che si trattava del Californian, che non ricevette i segnali di emergenza in quanto il suo operatore telegrafico era fuori servizio (dopo che aveva tentato di segnalare il pericolo degli iceberg al Titanic ed aveva ricevuto una risposta stizzita da parte del collega Phillips, che gli disse di tacere e di non disturbarlo mentre inviava i messaggi privati dei passeggeri) e negli anni fu oggetto di numerose polemiche per il mancato intervento.
Secondo Robert Ballard, il geologo che trovò il relitto del Titanic nel 1985, la figura di Smith apparve "curiosamente passiva" negli istanti che precedettero l'affondamento della nave. Le lance di salvataggio erano state tutte ammainate tranne le zattere gonfiabili "Engelhardt" e ormai non c'era altro da fare, quindi Smith diede l'ordine di "abbandonare la nave", liberando l'equipaggio dal suo lavoro, e da quel momento seguì il tragico destino del Titanic insieme ad altre 1 500 persone.

#### La morte

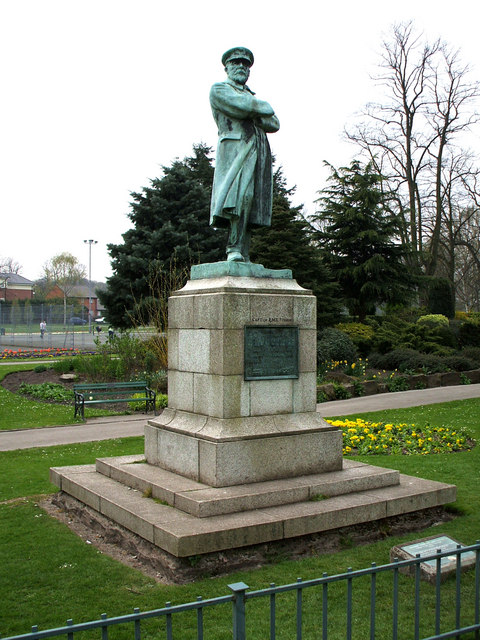
Statua di Edward Smith nel Beacon Park di Lichfield

È certo che il comandante Smith sia deceduto all'età di 62 anni nel naufragio, ma non è mai stato chiarito esattamente in che modo; il suo corpo non è mai stato ritrovato. Alcuni sopravvissuti sostennero di averlo visto in acqua con un salvagente, altri affermarono di averlo visto su un ponte mentre esso si allagava, altri ancora dissero di aver visto Smith accompagnare un bambino in una scialuppa, sulla quale sarebbe stato invitato a salire a propria volta ed avrebbe rifiutato, allontanandosi e dicendo: "Addio gente, seguirò la mia nave!". Nel libro di Robert Ballard Return to Titanic è scritto che Smith salì in plancia ed aspettò indisturbato che si compisse il suo destino. Questa versione è raccontata nel film Titanic, latitudine 41 nord di Roy Ward Baker (1958) e nel più famoso film riguardante il naufragio, Titanic di James Cameron (1997). Un'altra versione ancora sostiene invece che il comandante rimase sulla passeggiata del ponte A finché venne risucchiato a causa della rottura della cupola sulla scalinata di prima classe. Oggetto di discussione sono anche le sue ultime parole, che spesso si sostiene siano state: "Siate britannici, siate britannici!".
L'ultimo ordine impartito fu quello relativo alla musica che l'orchestra avrebbe dovuto suonare durante gli ultimi istanti. Secondo la maggior parte dei superstiti sembra che avesse ordinato di eseguire Nearer, My God, to Thee, ma per altri l'ultimo brano eseguito fu Londonderry Air, per altri ancora Autumn. Walter Lord, nel suo libro Una notte da ricordare, sostiene che Smith morì in acqua dopo aver incoraggiato i naufraghi a resistere all'assideramento e le sue ultime parole sarebbero state: «Bene ragazzi, fate il vostro meglio per le donne e i bambini, riguardatevi».
In suo onore è stata costruita una statua nel Parco Beacon, Lichfield.

## Filmografia
Il comandante Edward John Smith è stato impersonato da diversi attori nei vari film dedicati al disastro del Titanic:
- nel film La tragedia del Titanic (1943), da Otto Wernicke;
- nel film Titanic (1953), da Brian Aherne;
- nel film Titanic, latitudine 41 nord (1958), da Laurence Naismith;
- nel film TV S.O.S. Titanic (1979), da Harry Andrews;
- nella miniserie televisiva Titanic (1996), da George C. Scott;
- nel film Titanic (1997), da Bernard Hill;
- nel film-documentario Ghosts of the Abyss (2003), da John Donovan.